# Tweede Kamerverkiezingen 2017/Kandidatenlijst/SGP
Dit is de lijst van kandidaten van de SGP voor de Nederlandse Tweede Kamerverkiezingen van 15 maart 2017, zoals deze op 3 februari 2017 werd vastgesteld door de Kiesraad.

## Achtergrond
Op 23 september 2016 maakte de SGP de conceptkandidatenlijst bekend voor de Tweede Kamerverkiezingen van 15 maart 2017. Op het SGP-partijcongres van 14 januari 2017 werd de definitieve kandidatenlijst vastgesteld. De lijsttrekker werd fractievoorzitter Kees van der Staaij.

## De lijst
- vet: verkozen
- cursief: voorkeursdrempel overschreden

1. Kees van der Staaij – 196.205 (OGGiN)
2. Elbert Dijkgraaf – 13.573 (GG)
3. Roelof Bisschop – 1.570 (HHK)
4. Bert-Jan Ruissen – 737 (PKN)
5. Chris Stoffer[2] – 926 (GGiN)
6. Geert Schipaanboord – 390
7. Jan Kloosterman – 404
8. Hans Tanis – 239
9. Joost Veldman – 259
10. Evert Jan Nieuwenhuis – 210
11. Arnold Weggeman – 172
12. Peter Hoek – 152
13. Leendert de Knegt – 355
14. André Flach – 164
15. Wim van Wikselaar – 109
16. Gert van Leeuwen – 183
17. Ewart Bosma – 461
18. Wim Kok – 205
19. Tom Bakker – 188
20. Gerrit Boonzaaijer – 139
21. Sjaak Simonse – 216
22. Wim van Duijn – 423
23. Steven van Westreenen – 118
24. Hans van 't Land – 379
25. Peter Noordergraaf – 131
26. Jan Willem Benschop – 86
27. Ad Dorst – 126
28. Wouter van den Berg – 138
29. Wim de Vries – 100
30. Mark Brouwer – 592

VVD · PvdA · PVV · SP · CDA · D66 · ChristenUnie · GroenLinks · SGP · Partij voor de Dieren · 50PLUS · OndernemersPartij · VNL · DENK · Nieuwe Wegen · Forum voor Democratie · De Burger Beweging · Vrijzinnige Partij · GeenPeil · Piratenpartij · Artikel 1 · Niet Stemmers · Libertarische Partij · Lokaal in de Kamer · Jezus Leeft · StemNL · Mens en Spirit/Basisinkomen Partij/V-R · Vrije Democratische Partij
1918 · 1922 · 1925 · 1929 · 1933 · 1937 · 1946 · 1948 · 1952 · 1956 · 1959 · 1963 · 1967 · 1971 · 1972 · 1977 · 1981 · 1982 · 1986 · 1989 · 1994 · 1998 · 2002 · 2003 · 2006 · 2010 · 2012 · 2017 · 2021 · 2023